# Ray Evans
Ray Evans, född 4 februari 1915 i Salamanca, New York, död 15 februari 2007 i Los Angeles, Kalifornien, var en amerikansk låtskrivare. Han skrev texten till låtar som Jay Livingston komponerade, många av dem till Hollywoodfilmer.
Evans spelade klarinett i high school och studerade sedan vid University of Pennsylvania där han träffade Livingston.
Två av duon Evans-Livingstons mest kända sånger är "Mona Lisa", som gjordes känd av Nat King Cole, och "Whatever Will Be, Will Be (Qué Será, Será)", som sjöngs av Doris Day i Hitchcock-filmen Mannen som visste för mycket (1956).